# David E. Kelley
David Edward Kelley, född 4 april 1956 i Waterville i Maine, är en amerikansk manusförfattare och TV-producent. Kelley är känd för att ha skapat serier som Småstadsliv (1992–1996), Chicago Hope (1994–2000), Advokaterna (1997–2004), Ally McBeal (1997–2002), Boston Public (2000–2004), Boston Legal (2004–2008), Harry's Law (2011–2012), Big Little Lies (2017–2019) och Mr. Mercedes (2017–2019).
Kelley är sedan 1993 gift med skådespelaren Michelle Pfeiffer; paret har två barn.

## Filmografi i urval
- 1986–1987 – Lagens änglar (TV-serie) (manusförfattare)
- 1989–1993 – Dr Howser (TV-serie) (skapare, manusförfattare)
- 1992–1996 – Småstadsliv (TV-serie) (skapare, manusförfattare, exekutiv producent)
- 1994–2000 – Chicago Hope (TV-serie) (skapare, manusförfattare, exekutiv producent)
- 1996 – Till Gillian på hennes 37-årsdag (manusförfattare, producent)
- 1997–2004 – Advokaterna (TV-serie) (skapare, manusförfattare, exekutiv producent)
- 1997–2002 – Ally McBeal (TV-serie) (skapare, manusförfattare, exekutiv producent)
- 1999 – Lake Placid (manusförfattare, producent)
- 2000–2004 – Boston Public (TV-serie) (skapare, manusförfattare, exekutiv producent)
- 2004–2008 – Boston Legal (TV-serie) (skapare, manusförfattare, exekutiv producent)
- 2011–2012 – Harry's Law (TV-serie) (skapare, manusförfattare, exekutiv producent)
- 2016–2021 – Goliath (TV-serie) (skapare, manusförfattare)
- 2017–2019 – Big Little Lies (TV-serie) (skapare, manusförfattare, exekutiv producent)
- 2017–2019 – Mr. Mercedes (TV-serie)
- 2020–2021 – Big Sky (TV-serie) (skapare, manusförfattare)
- 2021–2022 – Big Shot (TV-serie) (skapare, manusförfattare)
- 2022–2024 – The Lincoln Lawyer (TV-serie) (skapare)
- 2023 – Love & Death (TV-serie) (manusförfattare)